# Václav Dobiáš (Komponist)
Václav Dobiáš (* 22. September 1909 in Radčice; † 22. Mai 1978 in Prag) war ein tschechischer Komponist.

## Leben und Wirken
Dobiáš schrieb im Alter von zehn Jahren seine ersten Kompositionen. Er studierte in Prag, zunächst privat bei Josef Bohuslav Foerster, später bei Vítězslav Novák am Prager Konservatorium. Dort lernte er von Alois Hába die mikrotonale Musik kennen.
Der Kommunist Dobiáš wurde nach dem Februarumsturz 1948 zu einem linientreuen offiziellen Künstler und als Vorbild des Sozialistischen Realismus gepriesen. 1958 wurde er Mitglied des Zentralkomitees der Kommunistischen Partei und 1960 Abgeordneter der Nationalversammlung.
Von 1950 bis zu seinem Tod unterrichtete er als Professor für Komposition an der Prager Akademie der musischen Künste. Zu seinen Schülern gehörten Ivan Řezáč, Miroslav Raichl, Ivan Kurz, Jiří Dvořáček, Václav Riedlbauch, Jaroslav Smolka und Jiří Stivín.
Er komponierte zwei Sinfonien, eine Ouvertüre, eine Sinfonietta, kammermusikalische Werke, Kantaten, Liederzyklen und Lieder. Eine große Rolle in seinem Werk spielten tschechische nationale Traditionen. Dobiáš war mit Dmitri Schostakowitsch und Arthur Honegger befreundet.

## Werke
- Kammermusik (Auswahl)
  - Streichquartett Nr. 1 (1931)
  - Sonate für Violine und Klavier (1936)
  - Streichquartett Nr. 2 (1936)
  - Říkadla [Kinderreime], Nonett (1938)
  - Streichquartett Nr. 3 (1938)
  - Sonate für Violoncello und Klavier (1939)
  - Lento für 3 Harfen (1940)
  - Streichquartett Nr. 4 (1942)
  - Pastorální dechový kvintet, Bläserquintett (1943)
  - Ballade für Violine und Klavier (1944)
  - Kleine Suite für Violoncello und Klavier (1944)
  - 4 Nocturnes für Violoncello und Klavier (1944)
  - Quartettino für Streichquartett (1944)
  - Tanz für Violoncello und Klavier (1946)
  - Taneční fantasie [Tanzfantasie], Nonett (1948)
  - O rodné zemí [Vom Heimatland], Nonett (1952)